# キャサリン・クライス
キャサリン・クライス（旧姓：ピロシク、ラテン語: Katarzyna Pilocik-Klys、1986年4月23日 - ）はポーランドのビェルスコ＝ビャワ出身の柔道選手。階級は70kg級。身長172cm。

## 来歴
高校の頃から柔道を始め一躍国内のトップ選手にのし上がった。2004年の世界ジュニア70kg級で3位になった。2007年にはヨーロッパ選手権で2位となった。2008年北京オリンピックでは初戦でアメリカのロンダ・ラウジーに敗れた。2009年に結婚し性がクライスとなっている。2012年のヨーロッパ選手権では再び2位になった。2012年ロンドンオリンピックでは初戦で中国の陳飛に敗れた。2014年の世界選手権では準々決勝で敗れるが、その後の3位決定戦でオランダのキム・ポリングを技ありで破り3位になった。2016年のリオデジャネイロオリンピックでは2回戦で敗れた。

## 主な戦績
- 2002年 - ヨーロッパカデ選手権　5位(57kg級)
- 2004年 - ヨーロッパジュニア　2位
- 2004年 - 世界ジュニア　3位
- 2007年 - ヨーロッパ選手権　2位
- 2009年 - ワールドカップ・ミンスク　3位
- 2011年 - ワールドカップ・ソフィア　3位
- 2011年 - グランプリ・デュッセルドルフ　5位
- 2011年 - ワールドカップ・プラハ　2位
- 2011年 - グランドスラム・モスクワ　5位
- 2011年 - ワールドカップ・マルガリータ島　2位
- 2011年 - ワールドカップ・サンサルバドル　優勝
- 2011年 - ワールドカップ・ローマ　2位
- 2011年 - グランドスラム・東京　3位
- 2012年 - ヨーロッパ選手権　2位
- 2014年 - ベルギージュニア国際　3位
- 2014年 - ヨーロッパオープン・ローマ　3位
- 2014年 - ヨーロッパオープン・ワルシャワ　3位
- 2014年 - グランドスラム・バクー　3位
- 2014年 - 世界選手権　3位
- 2014年 - グランプリ・タシュケント　3位
- 2014年 - グランドスラム・アブダビ　3位
- 2015年 - 世界団体　2位
- 2015年 -　グランプリ・青島　3位
- 2016年 - ヨーロッパオープン・ワルシャワ　優勝
- 2016年 -　グランプリ・トビリシ　5位
- 2016年 -　グランプリ・アルマトイ　3位
- 2016年 - グランプリ・ザグレブ　2位

(出典、JudoInside.com)